# Vale (azienda)
La Vale S.A. (fino al 2007 denominata Companhia Vale do Rio Doce, in portoghese "Compagnia della valle del Rio Doce", comunemente abbreviato in CVRD), è un gruppo minerario brasiliano, particolarmente focalizzato sulla produzione di minerale di ferro di cui è il maggior produttore ed il maggior esportatore al mondo. Costituita dal governo brasiliano per mantenere in mano pubblica il controllo delle risorse minerarie e per rifornire le aziende siderurgiche statali, negli anni '90 è stata privatizzata e si è espansa in modo significativo anche all'estero.

## Storia

### Origini
L'azienda ha origine dalle ingenti risorse minerarie presenti nello stato brasiliano di Minas Gerais; la valle del fiume Rio Doce (“fiume dolce”) è stata per molti secoli la meta di esploratori alla ricerca di metalli preziosi. Alla fine del XIX secolo gli investitori esteri erano liberi di sfruttare i giacimenti e di esportare i minerali attraverso la ferrovia che collegava l'interno con il porto di Vitoria; la maggior parte di questi giacimenti erano in mano a compagnie britanniche, mentre la ferrovia era di proprietà dell'americano Perceval Furquhar.
Nel 1942 in piena guerra mondiale USA e Regno Unito, per garantirsi rifornimenti di ferro, conclusero un accordo con il governo brasiliano che prevedeva la nazionalizzazione delle miniere e della relativa ferrovia Minas-Vitoria. Il primo giugno 1942 fu costituita la Companhia Vale do Rio Doce, che nasceva come un sistema integrato miniere-ferrovia-porto; il ferro non era più destinato solo all'esportazione, ma anche a rifornire la neocostituita Companhia Siderurgica Nacional (CSN), la prima grande acciaieria del paese.

### La privatizzazione
I governi succedutisi in Brasile dal 1990 in poi hanno deciso di privatizzare gran parte delle industrie di base (siderurgia, petrolchimica, energia) che erano state create e sostenute dai governi precedenti per favorire il decollo industriale del paese. Tra le imprese da privatizzare vi era anche la CVRD, ma il processo che portò lo stato ad abbandonare il controllo sull'impresa fu lungo e contrastato: a differenza di altre imprese pubbliche, la CVRD faceva profitti ed era ben gestita e controllava un settore molto delicato come quello delle risorse minerarie. La privatizzazione fu conclusa nel 1997, tra le proteste dei lavoratori dell'impresa; a vincere la gara fu un consorzio guidato dalla CSN (nel frattempo privatizzata), che batté la concorrenza del colosso minerario Anglo American. Nel 2000 però CSN mise in vendita la sua quota di controllo nella holding Valepar ad un altro componente del consorzio, Previ, la cassa di previdenza dei dipendenti del Banco do Brasil.

### Azionariato
Attualmente il socio di maggioranza (con il 32,5 % del capitale) di CVRD è Valepar, una holding appositamente costituita di cui sono azionisti Previ, il gruppo giapponese Mitsui e le banche brasiliane Banco Bradesco e BNDES. Il governo brasiliano è uscito quasi completamente dal capitale, ma mantiene una golden share, cioè un diritto di veto ad alcune decisioni rilevanti dei vertici dell'impresa.

#### L'acquisizione di Inco
Nell'agosto del 2006 CVRD ha acquistato con un'offerta da 19 miliardi di dollari la canadese Inco, il secondo produttore mondiale di nickel; si è trattato della più grande acquisizione mai realizzata da un'azienda dei cosiddetti paesi emergenti. Con questa operazione CVRD ha diversificato in modo significativo il proprio portafoglio prodotti, rendendosi meno dipendente dal minerale di ferro.

## Attività
Nel 2006, dopo l'acquisizione di Inco, il fatturato di CVRD era così suddiviso tra i diversi minerali:
- minerale di ferro, manganese, ferroleghe: 49% (contro il 75% del 2005)
- nickel: 25%
- alluminio: 9%
- rame: 7%
- servizi logistici: 5%
- altro (platino, oro, siderurgia): 5%

CVRD dispone di sistemi integrati per la produzione ed il trasporto di minerale di ferro (o dei pellets in cui è trasformato): miniere, ferrovie, edifici portuali e flotta. Alle storiche miniere del Minas Gerais si sono aggiunte dagli anni '70 quelle della provincia di Carajàs, nello stato del Parà, dove si trovano le più grandi riserve di ferro del mondo; la zona di Carajàs è collegata per ferrovia al terminal portuale di Ponta da Madeira, stato di Maranhao.
Nell'impianto situato nel porto di Tubarão, la società trasforma il minerale in pellets utilizzabili dall'industria siderurgica, in parte in proprio ed in parte in joint-ventures con imprese siderurgiche che usufruiscono delle forniture; in una di queste joint-venture CVRD è in società con l'italiana Ilva. Le riserve di rame e di bauxite sono localizzate in Brasile, mentre quelle di nickel sono principalmente in Canada (Ontario, Manitoba e Terranova) e sull'isola di Sulawesi, in Indonesia. In Europa CVRD è presente in Francia (Dunkerque) ed in Norvegia con due impianti per la produzione di ferroleghe a base di manganese e nel Galles con un impianto di raffinazione del nickel.

## Critiche alla società
Nel gennaio del 2012 alla Vale è stato assegnato il Public Eye Award 2012 (riservato ad aziende che si distinguono per attività non rispettose dell'ambiente e dei diritti) ed è stata definita "peggiore multinazionale al mondo". Il riconoscimento è stato consegnato durante il World Economic Forum di Davos, in Svizzera, ed ha alla base una valutazione estremamente negativa delle conseguenze ecologiche ed umane del modo con cui la Vale tratta l'ambiente, i lavoratori e la popolazione.